# Sandridge Bridge
Die Sandridge Bridge (früher Sandridge Railway Bridge) ist eine 174,4 Meter lange Balkenbrücke über den Yarra River in Melbourne und bereits das dritte Brückenbauwerk an dieser Stelle. Die erste Brücke wurde 1853 als Teil der ersten Passagiereisenbahnstrecke Australiens gebaut und 1859 ersetzt. Die heutige Stahlbrücke wurde 1888 fertiggestellt und diente bis 1987 dem Eisenbahnverkehr. Nach einer grundlegenden Sanierung wurde sie am 12. Mai 2006 zum Beginn der Commonwealth Games 2006 als reine Fußgänger- und Radfahrerbrücke wiedereröffnet. Weltweite Bekanntheit erlangte die Brücke durch die mobile Skulptur The Travellers, die im Zuge der Sanierung an der Brücke installiert wurde, und bei der sich neun überlebensgroße abstrakte Figuren, die Einwanderer symbolisieren, über die Brücke hin und her bewegen.

## Lage
Die Sandridge Bridge wurde nahe der Yarra Falls errichtet, einem ehemaligen kleinen Wasserfall, an dem sich das Wasser des Yarra River von Süß- in Salzwasser wandelte. Die Wasserfälle waren ein traditioneller Treffpunkt der Aborigines. Aufgrund der Verfügbarkeit von Frischwasser wählten die ersten weißen Siedler unter John Batman diesen Platz im Jahr 1835 als Standort für ihre neue Siedlung Melbourne aus. Die seichte Kopfzone des Wasserfalls wurde in den ersten Jahren der Besiedlung als Flussüberquerung benutzt. In den 1880er Jahren wurde der Wasserfall jedoch gesprengt, um Schiffen einen Zugang stromaufwärts ins Landesinnere zu ermöglichen.
Heute befindet sich die Brücke im Stadtzentrum Melbournes und verbindet das Geschäftsviertel mit dem Stadtteil Southbank.

## Geschichte
Die heutige Sandridge Bridge ist die dritte Brücke an dieser Stelle. Alle drei Brücken spielten eine wichtige Rolle bei der Entwicklung von Melbourne zu einer kommerziellen Großstadt.

### Erste Brücke (1853–1859)

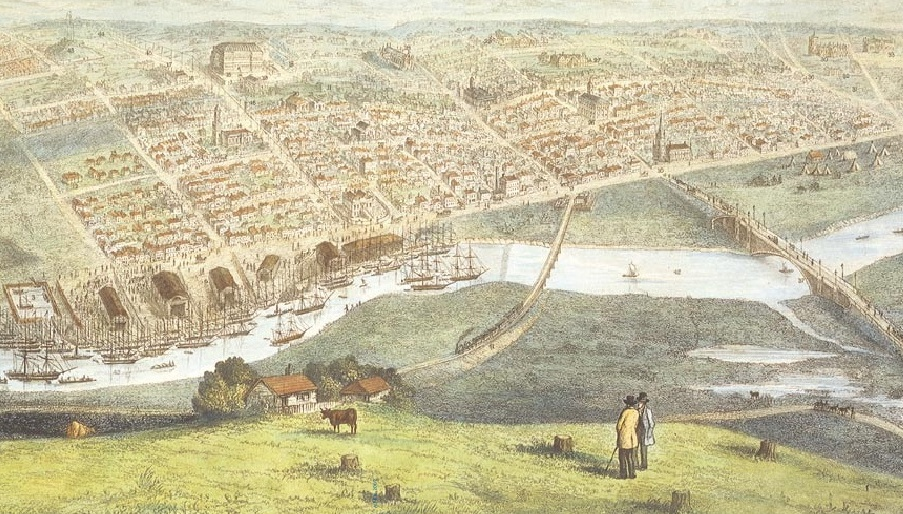
Zeichnung von Melbourne mit der Sandridge Bridge (links) aus dem Jahr 1855

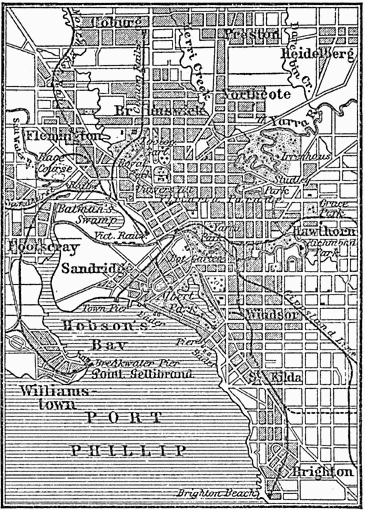
Karte von Melbourne mit den Eisenbahnlinien nach Sandridge und St Kilda aus dem Jahr 1888

Nach Beginn des Goldrausches in Victoria Anfang der 1850er Jahre stieg die dortige Bevölkerung rasant an. Jede Woche kamen Dutzende von Schiffen in der Hobsons Bay an, die Goldgräber und Fracht am Strand absetzten. Der Yarra River war zu seicht und schmal für größere Schiffe und so mussten die Einwanderer und Händler viel Geld für den Transport nach Melbourne auf einem Wagen oder einer Fähre bezahlen.
Geschäftsleute sahen dies als eine günstige Gelegenheit und gründeten die Melbourne and Hobson’s Bay Railway Company. Sie errichteten die erste Passagiereisenbahnstrecke Australiens zwischen dem Vorort Sandridge (Railway Pier, später Station Pier) und dem Stadtzentrum (Melbourne Terminus, heute Flinders Street Station). Zur Überquerung des Yarra River wurde im Jahr 1853 eine eingleisige Holzbrücke gebaut. Beim Bau des Gleises verwendete man die breite irische Spurweite von 1600 mm. Die gesamte Eisenbahnstrecke wurde in 18-monatiger Bauzeit fertiggestellt und kostete 388.000 Pfund. Die erste Dampflokomotive verließ Melbourne Terminus am 12. September 1854 um 12:20 Uhr. Sie benötigte für die 4,5 Kilometer lange Strecke 10 Minuten.

### Zweite Brücke (1859–1888)
Nachdem die Melbourne and Hobson’s Bay Railway Company am 13. Mai 1857 eine weitere, ebenfalls 4,5 Kilometer lange Eisenbahnlinie nach St Kilda eröffnete, ersetzte man 1859 die eingleisige Brückenkonstruktion durch eine zweigleisige Trestle-Brücke. Gleichzeitig wurde die enge Kurve beim Eintritt in den Bahnhof durch eine ungewöhnlich schräge Führung, wie sie heute noch sichtbar ist, vermieden.
Bereits 1861 wurden jährlich über eine halbe Million Passagiere und über 150.000 Tonnen Fracht über die Brücke transportiert. Im Jahr 1878 übernahm das staatliche Victorian Railways Department die private Eisenbahngesellschaft und die Strecken wurden Teil eines mittlerweile 1.600 Kilometer langen Eisenbahnnetzes, das sternförmig von Melbourne ausging. Bis in die 1880er Jahre wurden alle Gleise, Lokomotiven und Eisenbahnwagen aus dem Vereinigten Königreich importiert, danach konnte der Großteil der Ausrüstung in Australien gefertigt werden.

### Dritte Brücke (seit 1888)

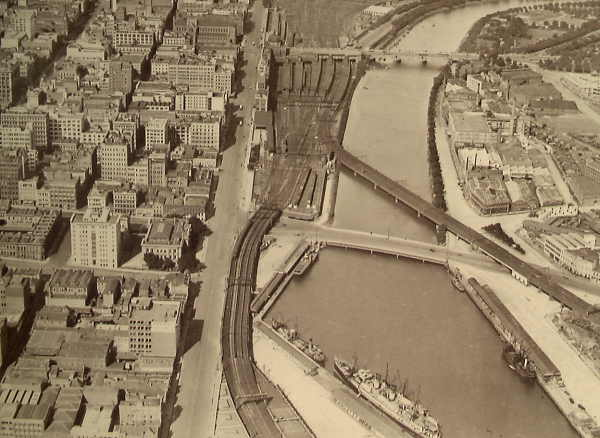
Die Sandridge Bridge (mittlere Brücke) und die Flinders Street Station im Jahr 1928

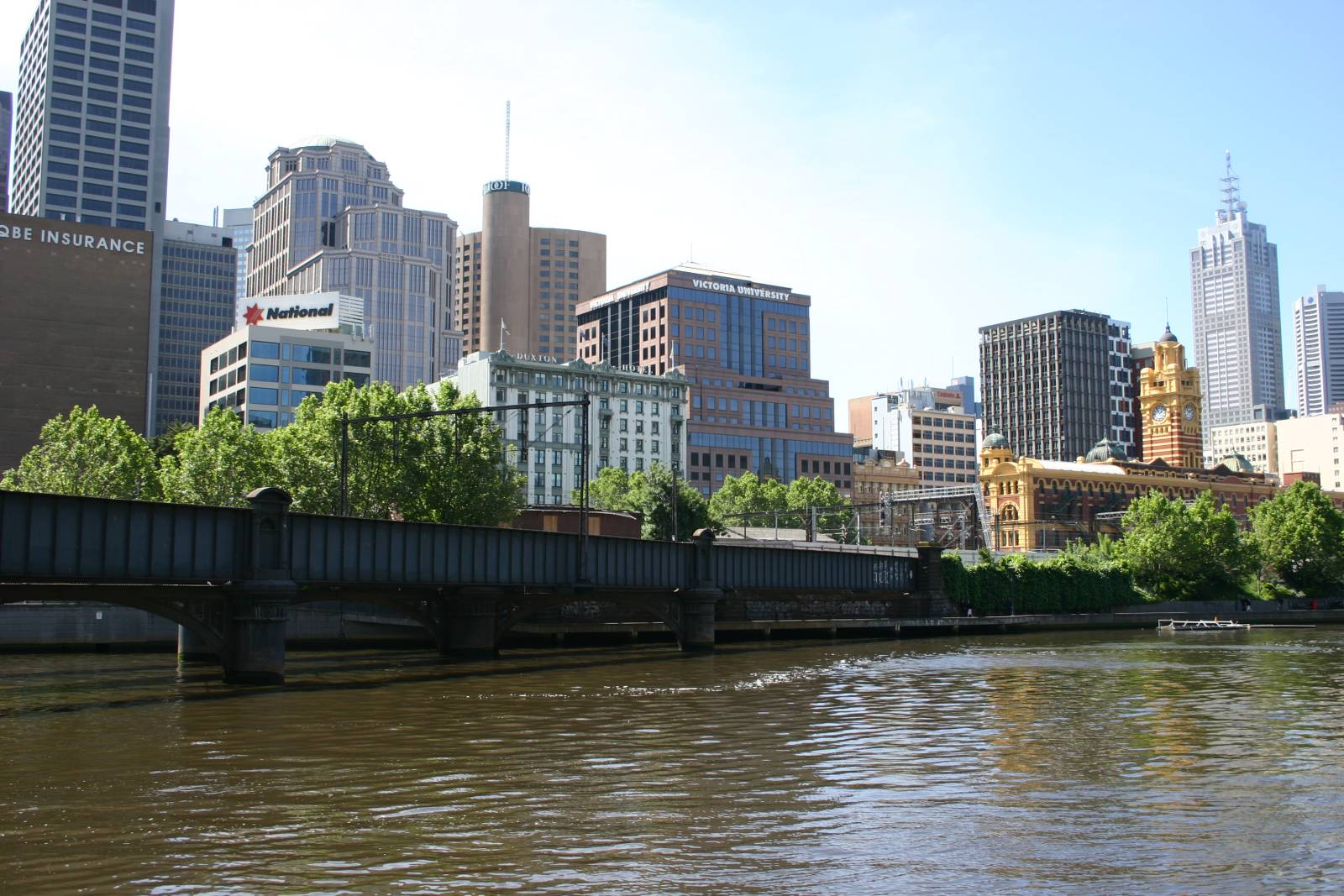
Die Sandridge Bridge vor der Restaurierung 2005

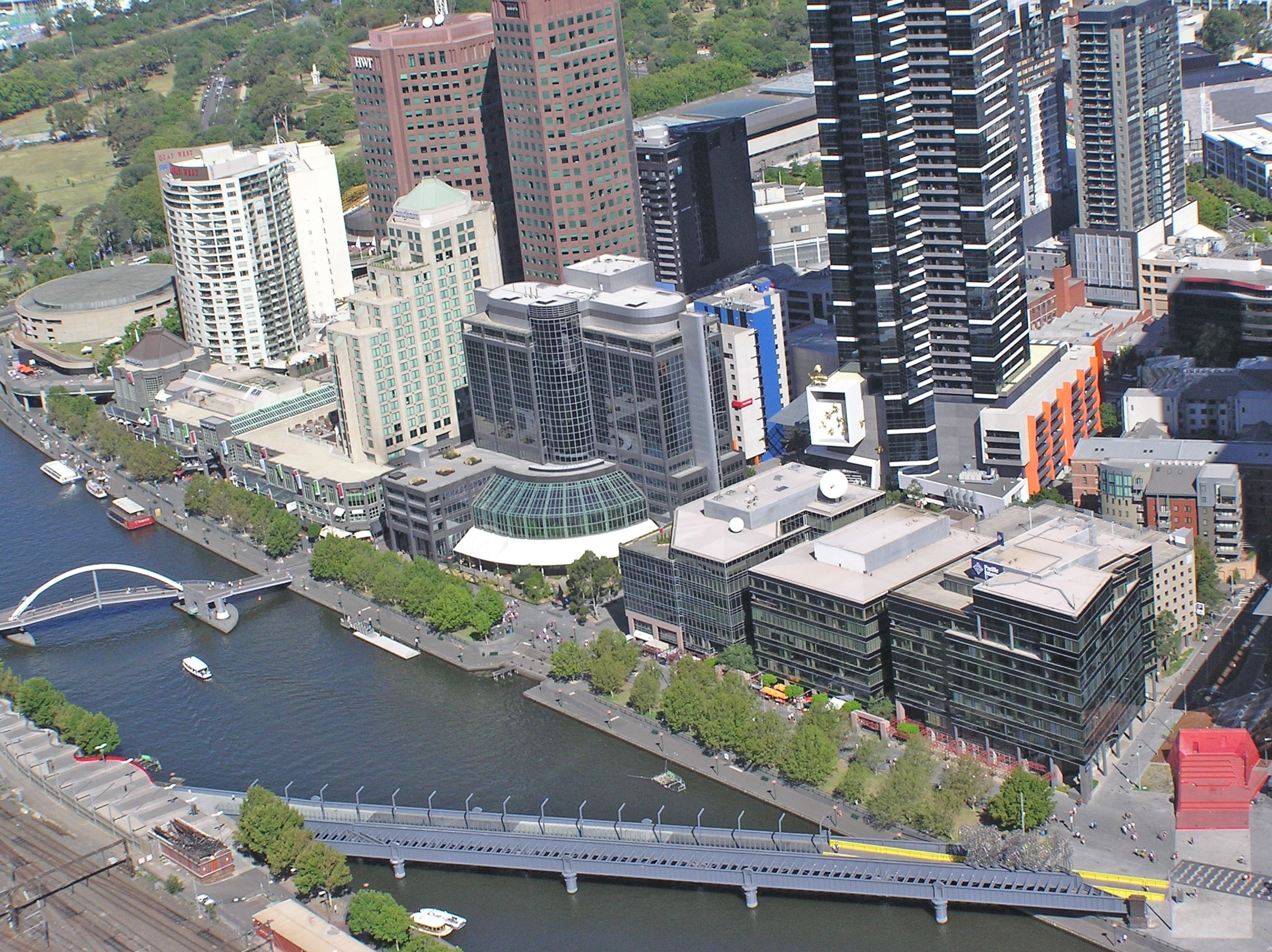
Die Sandridge Bridge heute mit South und North Banks

Die heutige Stahlbalkenbrücke wurde vom Victorian Railways Department geplant. Der Bau durch den Konstrukteur David Munro begann 1886, die Eröffnung konnte im Juni 1888 stattfinden. Am Bau der Brücke soll John Monash, der spätere Kommandeur der australischen Truppen im Ersten Weltkrieg, als junger Ingenieur beteiligt gewesen sein.
Die vierspurige Brücke bestand aus zwei Teilen zu je zwei Spuren. Die beiden westlichen Spuren führten nach Sandridge (heute Port Melbourne), die beiden östlichen nach St Kilda. Sie war die erste vierspurige Eisenbahnbrücke in Australien und eine der ersten Brücken des Landes, die Stahl statt Eisen als Träger verwendete. An beiden Brückenenden lagen die vernieteten Stahlbalken auf Stützpfeilern aus Basalt und Ziegeln auf, an der Südseite des Flusses wurde die Brücke als Viadukt aus Ziegeln weitergeführt. Ungewöhnlich für eine Eisenbahnbrücke wurden die Spannen, Pfeiler und darüber liegenden Giebel detailvoll verziert. Die Brücke ist heute im Victorian Heritage Register verzeichnet.
Im Hafen von Melbourne wurde im Jahr 1914 neben dem Station Pier ein größerer Anlegeplatz namens New Railway Pier (später Princes Pier) gebaut. Dieses Pier war der Ablegepunkt für australische Kriegsschiffe während des Ersten und Zweiten Weltkriegs. Tausende von Soldaten fuhren über die Sandridge Bridge zum Pier, um von dort zu den Schlachtfeldern in Europa und Asien zu segeln. Im Zweiten Weltkrieg war der Princes Pier auch der Ankunftsort für amerikanische Truppen. Nach Ende des Krieges kamen dort Tausende von Kriegsflüchtlingen an.
Im Jahr 1925 wurde die Brücke elektrifiziert und die bis dahin verwendete Holzabdeckung durch Schienenträger aus Beton ersetzt. Die Sandridge Bridge wurde bis in die 1950er Jahre für den Frachtverkehr und bis 1987 für den Personenverkehr genutzt. Der letzte Zug in Richtung St Kilda fuhr am 1. Juli 1987, der letzte in Richtung Port Melbourne am 10. Oktober 1987. Die beiden Eisenbahnlinien wurden durch die Straßenbahnlinien 96 und 109 ersetzt, die den Yarra River etwa einen Kilometer weiter flussabwärts auf der Spencer Street Bridge überqueren.
Obwohl das Viadukt und der Eisenbahndamm über das südliche Ufer als historisch signifikantes Erbe gelistet waren, wurden sie abgerissen, um Platz für ein Casino zu schaffen, und nur das Segment über den Fluss selbst blieb erhalten. Das Stellwerk am nördlichen Brückenende aus dem Jahr 1905, das den Zugverkehr über die Brücke und entlang des Flusses regelte, wurde ebenfalls außer Betrieb genommen. Das Gebäude brannte 2002 aus, es wurde jedoch renoviert und beherbergt seit Herbst 2009 ein Jugendzentrum für Kunst mit Namen Signal.
In den 1990er Jahren wurden der Stadt Melbourne einige Sanierungsvorschläge für die Brücke unterbreitet, die jedoch alle nicht zum Zug kamen. Im Jahr 2001 versuchte der Bundesstaat Victoria sogar erfolglos, industrielle Partner für eine Wiederinbetriebnahme der Brücke zu finden. Schließlich übernahmen 2003 das Melbourne City Council und das Department of Sustainability and Environment selbst die Leitung. Sie stellten 15,5 Millionen Australische Dollar für die Brückensanierung, zur Schaffung einer Plaza namens Queensbridge Square am Südende und zur Herstellung von Verbindungswegen zu der Uferpromenade am Nordende zur Verfügung. Die Instandsetzung der Brücke, die in den Jahren 2005 und 2006 stattfand, wurde von dem Ingenieurbüro Arup durchgeführt.
Die Brücke samt Plaza und Verbindungswegen wurde am 12. März 2006, drei Tage vor Beginn der Commonwealth Games 2006, wiedereröffnet. Für die Öffentlichkeit ist nur der östliche Teil der Brücke zugänglich, die westliche Hälfte der Brücke wird weiterhin stabilisiert und nachts von unten beleuchtet. Die Sanierung kostete schließlich 18,5 Millionen Australische Dollar.

## Technische Details

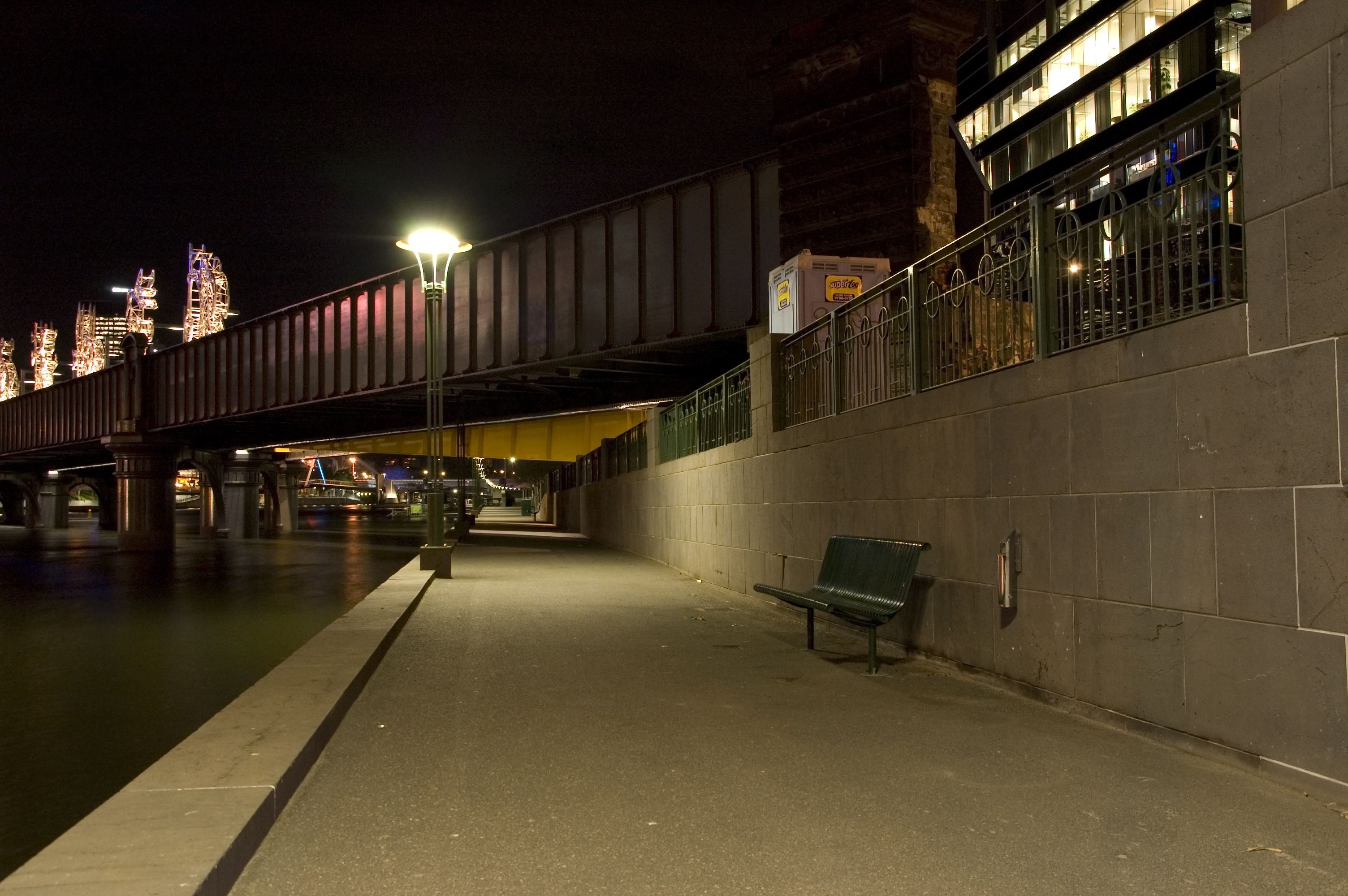
Blick unter die Brücke am Südende

Die heutige Brücke wurde in einem ungewöhnlichen 33-Grad-Winkel zum Flussufer konstruiert. Die Gesamtlänge der Balkenbrücke beträgt 178,4 Meter. Sie besteht aus insgesamt fünf Teilstücken, die von Süden nach Norden gesehen 36,9 m, 36,6 m, 36,3 m, 36,9 m und 31,7 m messen. Die Brücke ist 17 Meter breit, die Stahlbalken sind 2,74 Meter hoch.
Die insgesamt zwölf Brückenpfeiler bestehen aus mit Beton gefülltem Eisen und sind in vier Dreiergruppen in Flussrichtung angeordnet, um den Einfluss der Gezeiten auf die Brückenkonstruktion zu minimieren. Die maximale Durchfahrtshöhe für Schiffe beträgt bei Ebbe 4,7 Meter und bei Flut 4,1 Meter. Die minimale Durchfahrtsbreite zwischen den Pfeilergruppen wird mit 18 Metern angegeben.
Im Zuge der Renovierung wurde für die Fußgänger und Radfahrer am Südende der Brücke eine etwa 50 Meter lange Rampe installiert, die den Höhenunterschied von etwa 4 Metern überwindet, der durch den Abriss des Viadukts entstanden war.

## The Travellers

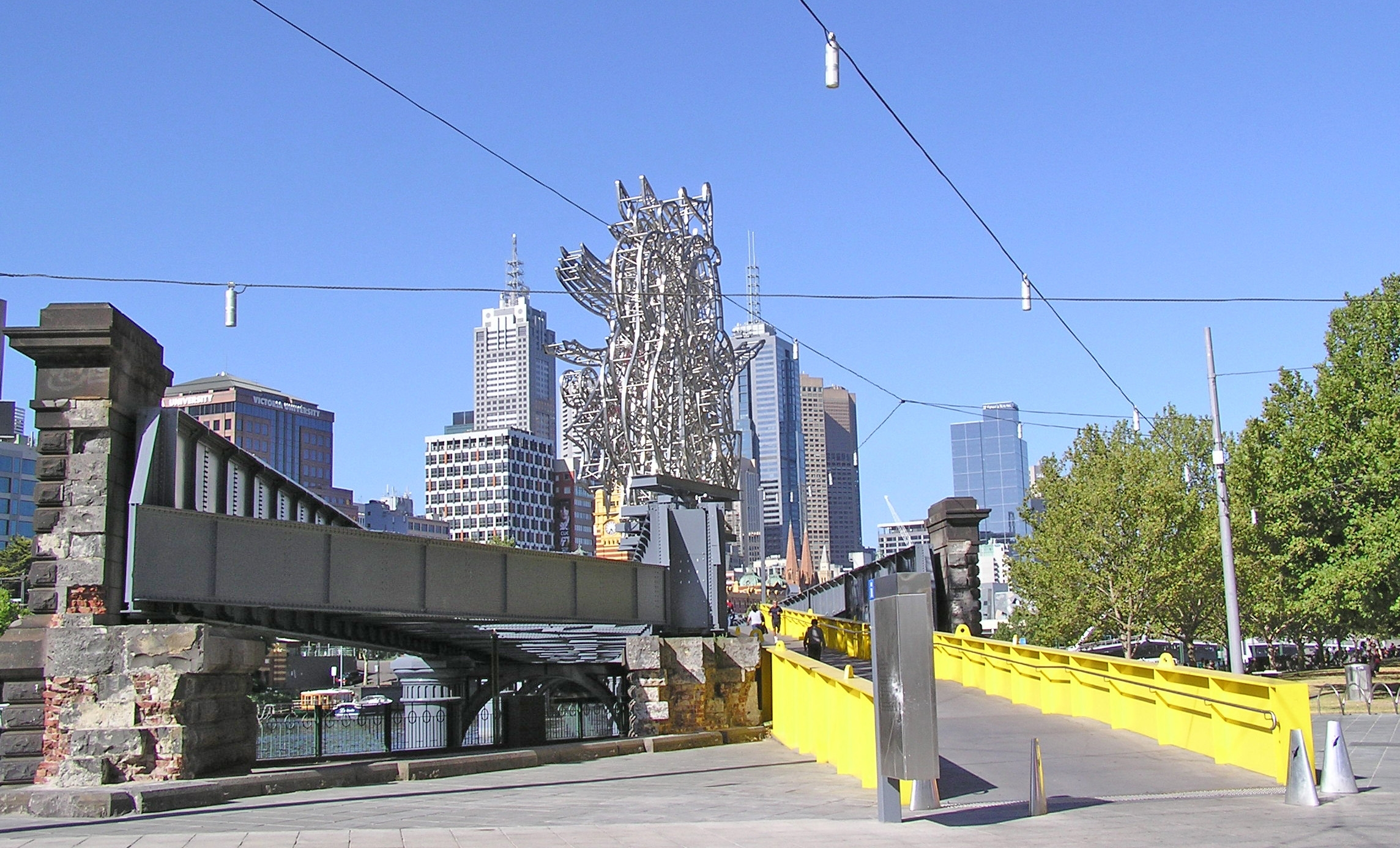
The Travellers bei der Wende an der South Bank

Als künstlerischer Beitrag wurden im Zug der Sanierung zehn 7,5 Meter große abstrakte Figuren an der Brücke installiert. Neun der zehn Figuren bewegen sich in einer 15-minütigen Sequenz auf Fahrgestellen zwischen beiden Brückenteilen über die Brücke hin und her. Sie sollen die verschiedenen Einwanderer symbolisieren, die traditionell per Zug über die Brücke nach Melbourne gelangten. Eine zehnte Figur verbleibt unbeweglich am Flussufer und symbolisiert die Australischen Ureinwohner von Victoria. Die Installation, genannt The Travellers, wurde von dem libanesischen Künstler Nadim Karam (Atelier Hapsitus, Beirut) entworfen.
Die Bewegung der Figuren wird durch eine Software gesteuert, die auf einem Computer der Stadt installiert ist. Die Figuren können einzeln oder als Gruppe angesteuert werden und beliebige Bewegungen ausführen. Über Nacht werden sie üblicherweise am Südende der Brücke „geparkt“. Sobald sie aktiviert werden, was dreimal am Tag geschieht, bewegen sie sich als Prozession zu vorprogrammierten Punkten entlang der Brücke und kehren daraufhin zu ihrem Ausgangspunkt zurück. Die Figuren bewegen sich dabei mit einer Geschwindigkeit von 1,5 Kilometern pro Stunde.

### Übersicht
Jede der Figuren steht für eine bestimmte Einwanderungsperiode in der Geschichte Australiens. Die einzelnen Perioden wurden durch den australischen Historiker James Jupp definiert. Für die Figuren wurden mehr als 3,7 Kilometer rostfreien Stahls in insgesamt 4455 Einzelteilen verarbeitet. Die Figuren sind ungefähr 7,5 Meter hoch und 5 bis 10 Meter breit. Ihr mittleres Gewicht beträgt etwa 2,3 Tonnen, ihre mittlere Oberfläche knapp 80 Quadratmeter.
| Name                     | Periode                            | Zeitraum  | Länge an Stahl | Gewicht | Oberfläche | Stahl- elemente |
| ------------------------ | ---------------------------------- | --------- | -------------- | ------- | ---------- | --------------- |
| Gayib                    | Aborigines                         |           | 223,5 m        | 7701 kg | 121,6 m2   | 198             |
| First Settler            | Strafgefangene                     | 1788–1866 | 328,7 m        | 1383 kg | 62,53 m2   | 349             |
| Melbourne Beauty         | Goldrausch                         | 1850–1890 | 234,5 m        | 1092 kg | 46,99 m2   | 310             |
| Walker and his Tuckerbag | Unterstützte Migration             | 1830–1930 | 293,5 m        | 1224 kg | 55,05 m2   | 350             |
| Shelter                  | Vertriebene                        | 1947–1953 | 345,1 m        | 1463 kg | 65,96 m2   | 524             |
| Urban Wheel              | Migration aus Europa               | 1947–1983 | 383,0 m        | 1858 kg | 78,08 m2   | 447             |
| Running Couple           | Flüchtlinge                        | 1958–2005 | 574,7 m        | 2609 kg | 111,9 m2   | 655             |
| Butterfly Girl           | Migration aus Asien und dem Orient | 1975–2005 | 356,6 m        | 1531 kg | 68,58 m2   | 494             |
| Technoman                | Studenten und Fachleute            | 1975–2005 | 658,0 m        | 2499 kg | 113,3 m2   | 650             |
| Walking Sun              | Australischer Multikulturalismus   |           | 368,2 m        | 1715 kg | 71,56 m2   | 468             |

### Gayib

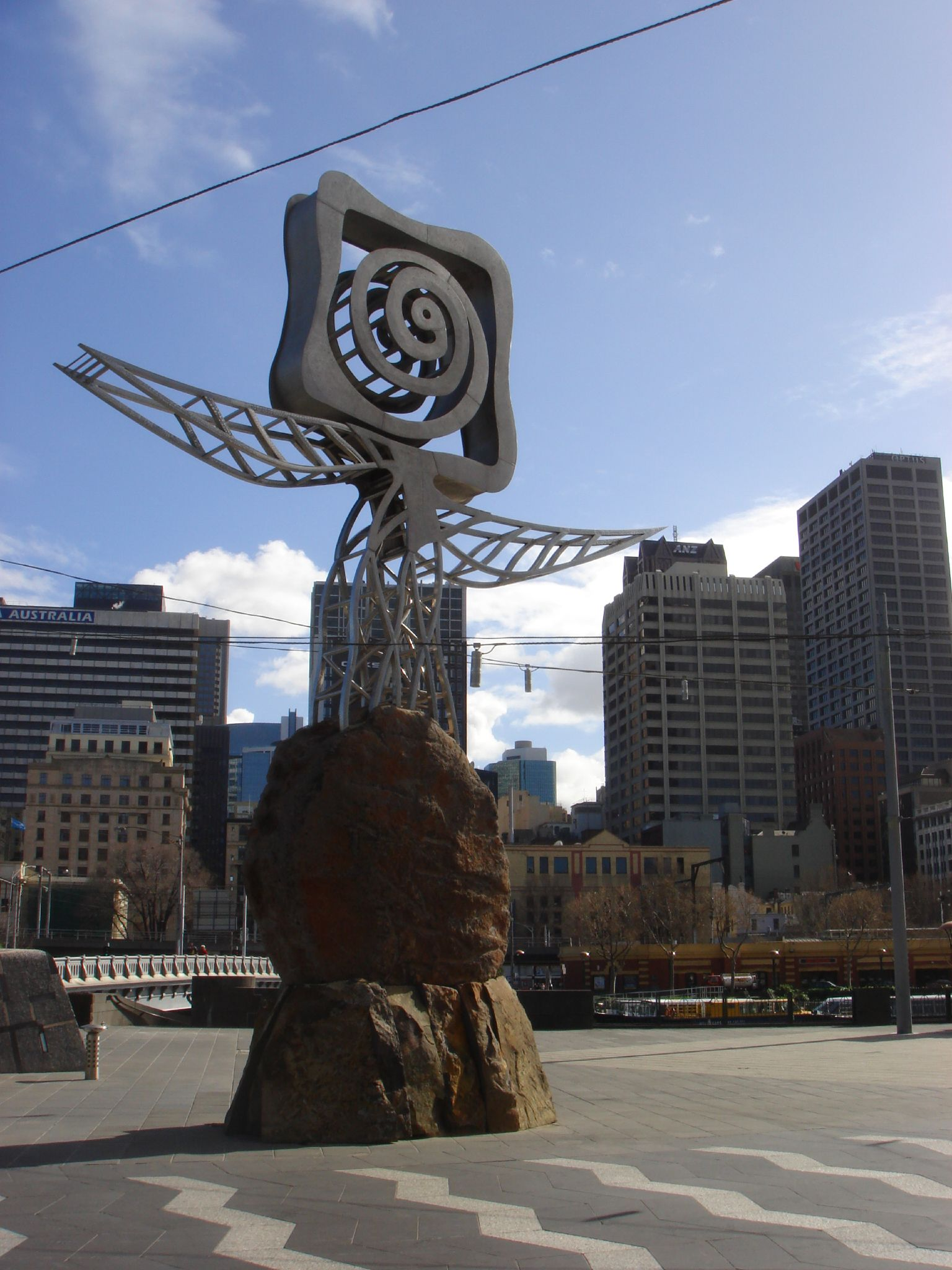
Figur Gayib

Gayib ist die einzige nicht bewegliche Figur und soll die Australischen Ureinwohner repräsentieren, die vor etwa 50.000 Jahren den Kontinent besiedelten. Schätzungen gehen davon aus, dass im Jahr 1788 zwischen 250.000 und 750.000 Aborigines in Australien lebten. Sie ist mit Abstand die schwerste der Figuren und befindet sich am Südende der Brücke auf dem Queensbridge Square.
Die Figur wurde in Zusammenarbeit mit der Aborigine-Künstlerin Mandy Nicholson entworfen. Das geflügelte Wesen mit einem spiralförmigen Kopf steht auf einem Fels und beobachtet, wie die Einwanderer an ihm vorbeiziehen. Laut Aussage der Künstler soll Gayib nachts in den Himmel aufsteigen, über das Gebiet kreisen und das Wohlbefinden aller Lebewesen sicherstellen.

### First Settler

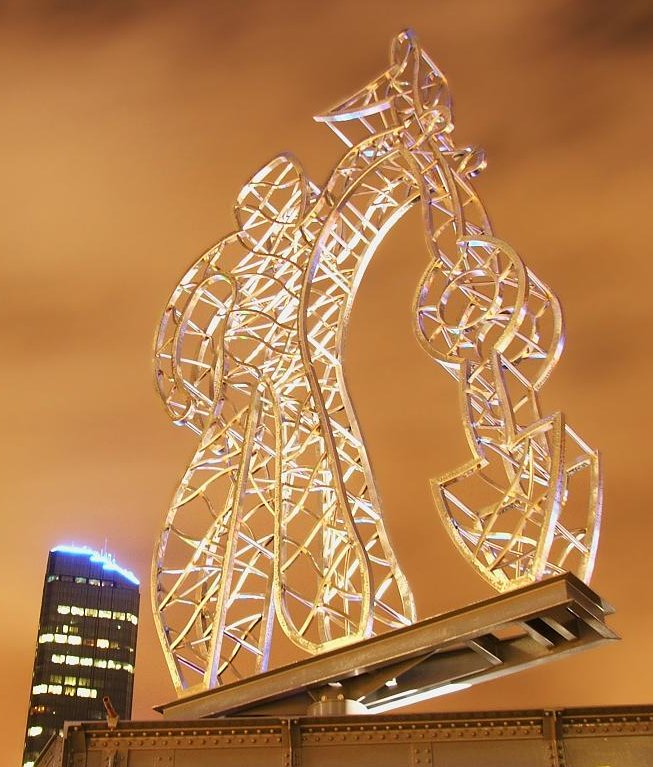
Figur First Settler

Die Figur First Settler („Erster Siedler“) repräsentiert die Strafgefangenen, die aus dem Vereinigten Königreich nach dem Ende des Amerikanischen Unabhängigkeitskriegs 1781 nicht mehr nach Amerika, sondern in australische Strafkolonien deportiert wurden. Zwischen 1788 und 1840 wurden nach New South Wales 80.000 und nach Tasmanien 66.000 vor allem britische und irische Gefangene verschifft. Zwischen 1850 und 1866 kamen weitere 9.700 Verurteilte nach Western Australia hinzu. Viele Gefangene waren für sieben Jahre verurteilt und wurden Arbeitgebern auf dem Land zugewiesen. Die meisten wurden im Laufe der Zeit freigelassen.
Die Figur stellt einen Mann mit Flagge und Schaufel dar. Laut Aussage des Künstlers steckte der Mann nach seiner Ankunft in Australien die Flagge in die Erde, wo sie ihm Schatten spendete und ihm die Windrichtung zeigte, und er bearbeitete das Land mit seiner Schaufel.

### Melbourne Beauty
Repräsentativ für die Zeit des Goldrausches in Australien ist die Figur Melbourne Beauty („Schönheit aus Melbourne“). Gold wurde in New South Wales im Jahr 1850 entdeckt, in den folgenden Jahren auch in Victoria. Der Goldrausch führte zu einem massiven Zuwachs an Einwanderern, wodurch sich die Population in Victoria innerhalb von zehn Jahren von 77.000 auf 538.000 Menschen erhöhte. In Gesamtaustralien überschritt in diesem Zeitraum die Zahl der Nicht-Ureinwohner die Zahl der Ureinwohner. Die Mehrheit der Zuwanderer waren Engländer, aber auch die irische, schottische und chinesische Bevölkerung des Landes wuchs stark an. In den 1870er und 1880er Jahren gab es weitere Goldrausch-Phasen in Queensland und Western Australia, welche ebenfalls zu einer starken Vergrößerung der dortigen Bevölkerung führten.
Die Figur einer weiblichen Schönheit stellt allegorisch die Anziehungskraft des Goldes dar. Die bloße Erwähnung ihres Namens reichte schon aus, einen Ansturm zu verursachen, so der Künstler, jedoch konnte niemand nahe genug an sie herankommen, um zu sehen, ob sie Wirklichkeit war oder nur eine Illusion.

### Walker and his Tuckerbag

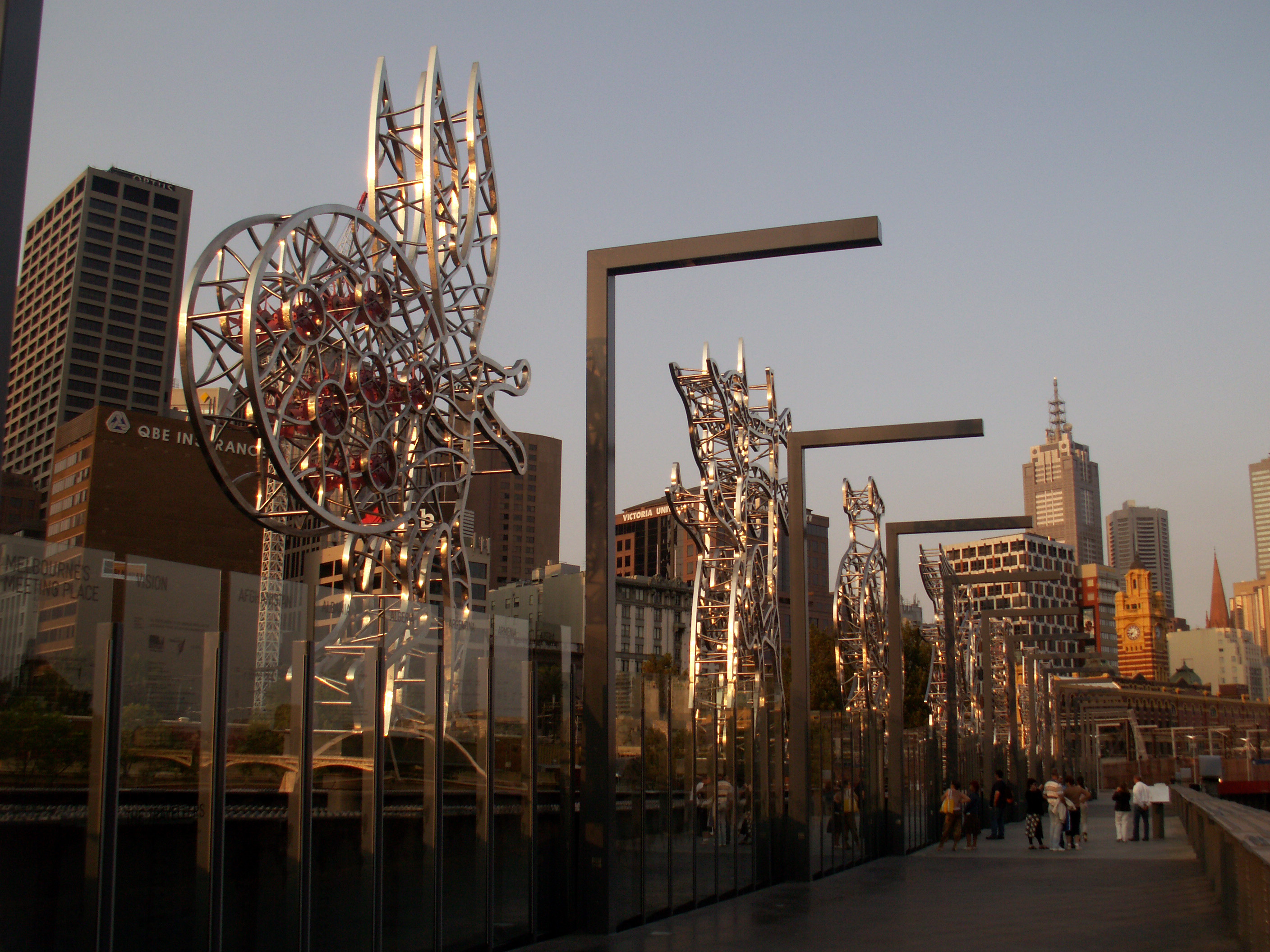
Figuren Walker and his Tuckerbag, Shelter und Urban Wheel (von links nach rechts)

Um die Strafgefangenen zu ersetzen, unterstützte die britische und die koloniale Regierung in den Jahren nach 1830 die Migration von Engländern durch eine zumindest teilweise Übernahme der Fahrtkosten. Diese Zeit wird durch die Figur Walker and his Tuckerbag („Wanderer mit seinem Futtersack“) dargestellt. Die unterstützten Migranten waren Arbeiter, Handwerker und Bedienstete und sollten auch das Ungleichgewicht zwischen Männern und Frauen ausgleichen. Die größte Zahl kam nach Queensland in den 1880er Jahren, die dortige Bevölkerung erhöhte sich in den zwei Jahrzehnten bis zum Jahr 1900 von 210.000 auf 493.000 Menschen. Bei den Migranten handelte es sich fast ausschließlich um Staatsangehörige Großbritanniens, mit wenigen Ausnahmen aus Deutschland und Skandinavien. Mit der Depression in den 1890er Jahren endete zunächst die Unterstützung, sie wurde aber nach dem Ersten Weltkrieg wieder aufgenommen, um die zahlreichen Kriegsgefallenen zu ersetzen. In dieser zweiten Phase kamen auch einige Migranten aus Italien, Griechenland und Kroatien in das Land. Mit der Weltwirtschaftskrise 1929 endete die unterstützte Migration endgültig.
Die humanoide Figur des Wanderers trägt einen großen Sack auf ihrem Rücken und durchstreift Stadt und Land auf der Suche nach Arbeit. Mit der Zeit sammelte der Wanderer Anekdoten von den Orten, die er besuchte, er steckte sie in den Sack und wanderte weiter, um zu tauschen und weiter zu sammeln, so die Charakterisierung der Figur durch den Künstler.

### Shelter
Mit dem Ende des Zweiten Weltkriegs änderte die australische Regierung ihre Immigrationspolitik, um die massiven Verluste an australischen Soldaten durch den Krieg auszugleichen. Sie bot nun Europäern, die durch den Krieg zwischen Deutschland und Russland vertrieben oder verschleppt wurden, eine weitgehende Übernahme der Fahrtkosten nach Australien an. Die Figur Shelter („Schutz“) steht symbolisch für diese Zeit. Die meisten Einwanderer kamen aus Ländern, die bislang nicht in großer Zahl in Australien vertreten waren, beispielsweise Polen, Kroatien, Ungarn, Lettland und der Ukraine. Sie lebten in Flüchtlingscamps und wurden offiziell New Australians („Neu-Australier“) genannt, im Volksmund Balts („Balten“). In den sechs Jahren von 1947 bis 1953 kamen insgesamt 171.000 Einwanderer nach Australien, die größte Menge an nicht-britischen Zuwanderern in einem solch kurzen Zeitraum.
Die Figur stellt einen Unterschlupf dar, der wahllos aus verschiedenen Stücken zusammengestellt wurde. Laut Aussage des Künstlers bestehen diese Stücke aus Teilen der alten Heimat, aus Träumen und aus Erinnerungen.

### Urban Wheel

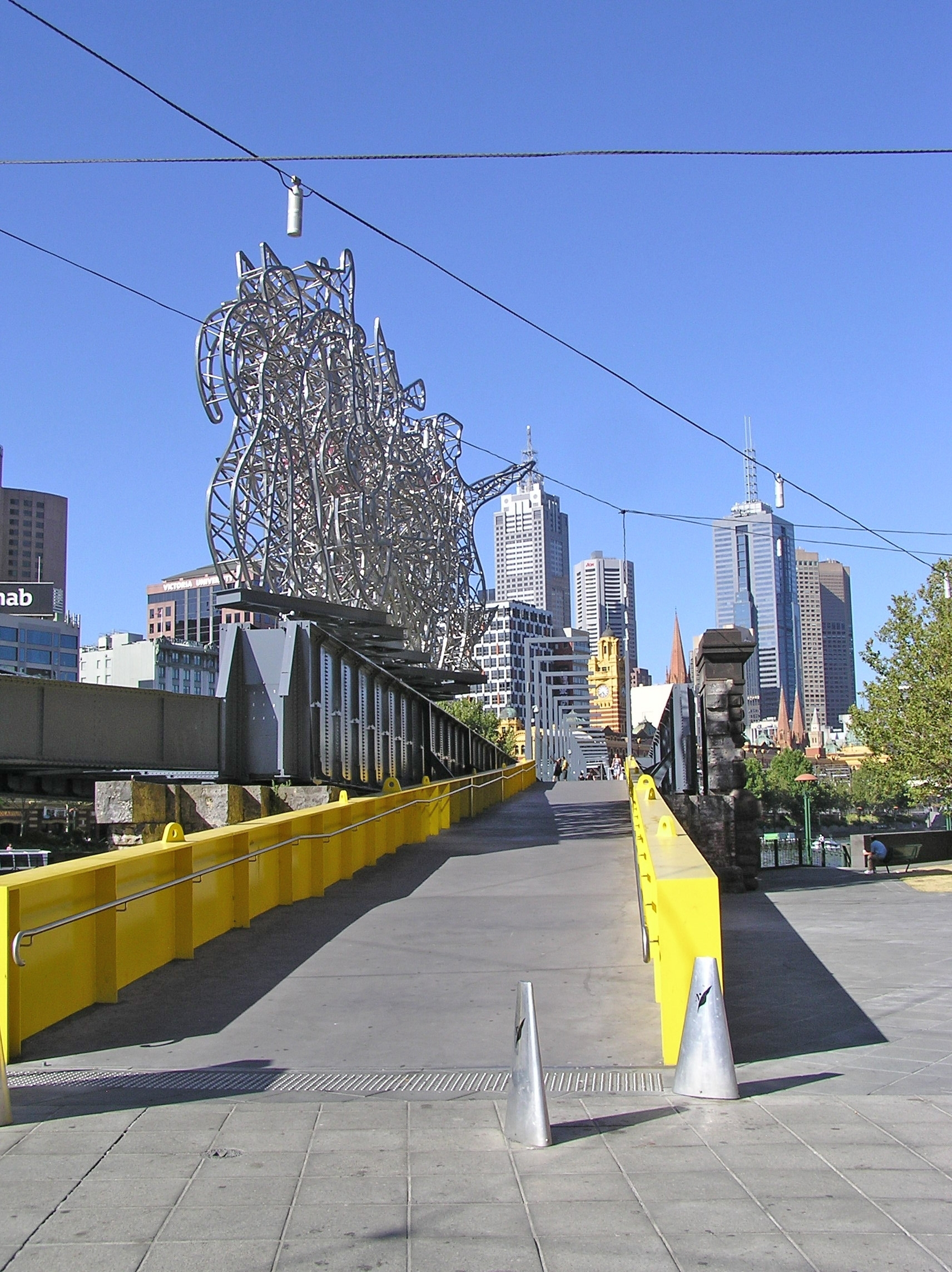
Sandridge Bridge, South-Bank-Ende

Nach der Auflösung der Flüchtlingscamps der New Australians begann Australien, durch Abkommen mit anderen europäischen Ländern weitere Einwanderer nach Australien zu locken. Das erste dieser Abkommen wurde mit Großbritannien 1946 abgeschlossen, das letzte mit Jugoslawien 1971. Die Unterstützung variierte von Land zu Land und war in Großbritannien und den Niederlanden am üppigsten. Viele Einwanderer aus Italien und Griechenland kamen jedoch auch ohne Unterstützung, sie wurden in den 1960er Jahren so zahlreich wie nie zuvor. Hauptsächlich kamen in dieser Zeit Briten in das Land, ihre Zahl wuchs zwischen 1961 und 1971 von 556.000 auf 842.000 an. Die Unterstützung wurde in den 1970er Jahren reduziert und endete schließlich 1983. Die Figur Urban Wheel („Städtisches Rad“) steht für diese Zeit.
Die Figur zeigt ein Rad mit acht Speichen und einem Sattel. Dem Künstler zufolge bewegt sich das Rad sowohl horizontal als auch vertikal in der Stadt, früher erkletterte es zweigeschossige Häuser, heute Wolkenkratzer.

### Running Couple
Die Figur Running Couple („Laufendes Paar“) steht für die Flüchtlinge, die zwischen 1956 und 2005 in das Land kamen. Australien hatte bereits in den 1930er und 1950er Jahren Flüchtlinge vor dem Nationalsozialismus und dem Kommunismus aufgenommen. Im Jahr 1954 unterzeichnete es die Genfer Flüchtlingskonvention. Die ersten größeren Aufnahmen von Flüchtlingen kamen 1956 aus Ungarn und 1968 aus der Tschechoslowakei. In der Folge des Vietnamkriegs wurden nach 1975 viele Vietnamesen aufgenommen, zwischen 1981 und 1991 wuchs deren Zahl von 41.000 auf 122.000. Nachdem dies die bis dahin größte Zahl an Asiaten war, die in das Land eingelassen wurden, wurde die Aufnahme kontrovers diskutiert. Der Fokus verlagerte sich in den 1990er Jahren mit Beginn der Jugoslawienkriege von Asien wieder nach Europa.
Die Figur zeigt ein Flüchtlingspaar, das aus dem gleichen Heimatort stammt, sich während der Flucht aus den Augen verloren hat und sich nun am Yarra River wiedergetroffen hat.

### Butterfly Girl

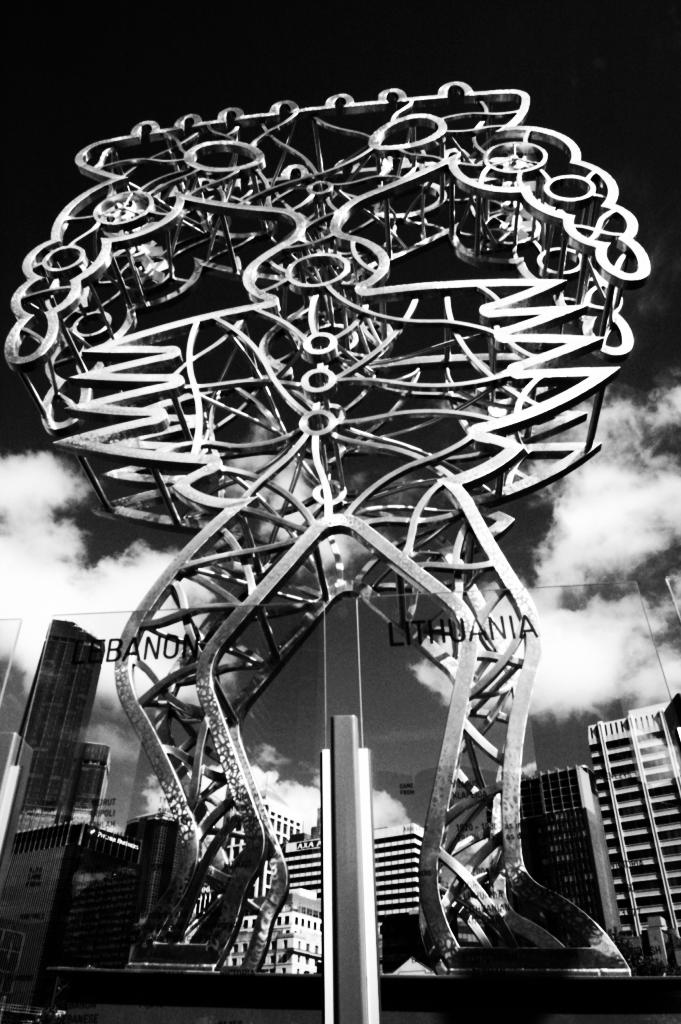
Figur Butterfly Girl

Die Figur Butterfly Girl („Schmetterlings-Mädchen“) repräsentiert die Migranten aus Asien und dem Orient. Im Jahr 1901 hatte die Australische Regierung durch den Immigration Restriction Act die Einwanderung von Nicht-Europäern stark eingeschränkt. Diese White Australia Policy („Politik des weißen Australiens“) blieb über 70 Jahre unberührt und endete erst 1973 mit Beginn der Flüchtlingswelle aus Indochina und dem Rückgang der Migration aus Europa. In der Folge wurden zunehmend Einwanderer aus Asien und dem Orient zugelassen. Im Jahr 2001 lebten über 500.000 Chinesen in Australien.
Die Figur zeigt ein Mädchen, das einige Exemplare ihrer Schmetterlings-Sammlung zeigt. Sie behält die Schmetterlinge jedoch nicht lange, sondern entlässt sie nach einem Tag wieder in den Busch, so der Künstler.

### Technoman
Der Technoman („Techno-Mann“) symbolisiert die Einwanderung von Studenten und Fachleuten seit 1975. Bis zu diesem Zeitpunkt war die australische Einwanderungspolitik auf Arbeiter ausgerichtet. Mit dem Wandel der Wirtschaft wurde nun der Schwerpunkt mehr auf Fachkenntnisse und Bildung gelegt. Studenten aus Übersee, insbesondere Asien wurden ermuntert, sich an australischen Universitäten und Colleges einzuschreiben. Das Bildungsniveau der eingewanderten Berater, Doktoren und IT-Experten lag dabei über dem australischen Durchschnitt. Neben asiatischen Ländern kam ein Großteil der Einwanderer aus Neuseeland.
Die Figur ist die abstrakteste der zehn Skulpturen und zeigt kubistische Einflüsse. Laut Aussage des Künstlers ist der Technoman aus elektromagnetischen Impulsen gemacht, kann sein Aussehen nach Belieben ändern, spricht alle Programmiersprachen und wandert durch die Datenströme.

### Walking Sun

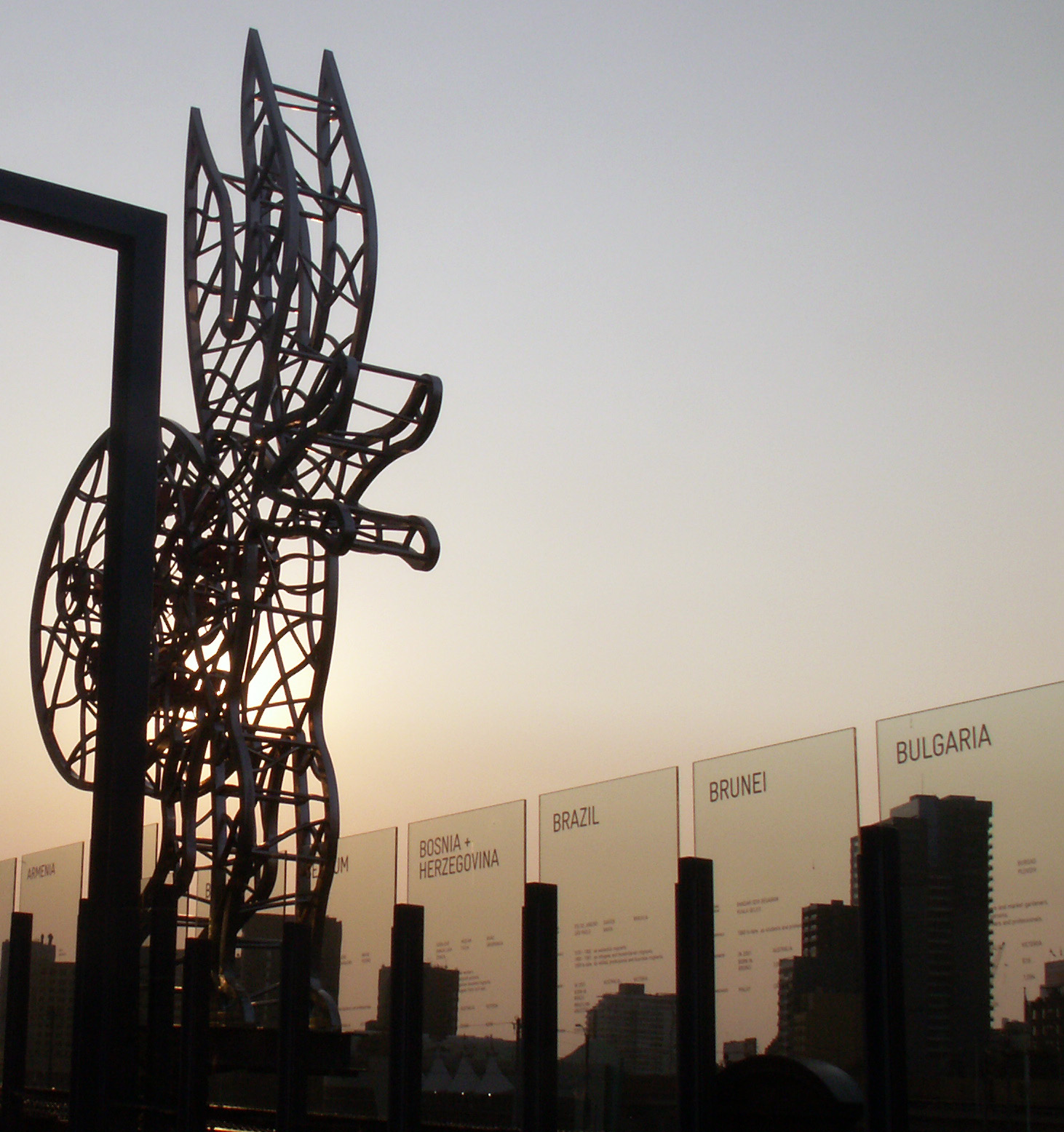
Die Glastafeln enthalten Informationen über jedes Land, aus dem Immigranten nach Melbourne kamen.

Die letzte Figur Walking Sun („Wandernde Sonne“) steht für den Multikulturalismus in Australien. Als einziger Figur neben Gayib ist ihr kein Zeitraum in der australischen Geschichte zugeordnet. Mit der Änderung der Gesellschaft durch die Zuwanderung von Europäern und Asiaten wurde langsam realisiert, dass diese Einwanderer nicht über Nacht zu „Australiern“ werden würden. Multikulturalismus ist seit Beginn der 1970er Jahre Teil der australischen Politik. Trotz einiger Kontroversen in den 1990er Jahren ist heute weitreichend akzeptiert, dass Australien eine multikulturelle Gesellschaft ist und auch bleiben wird.
Die Figur einer wandernden Sonne stellt ein festliches Rad des Wohlstands dar, das durch seine Drehung verschiedene Geschichten und Elemente zusammenbringt, so die Beschreibung der Figur von Nadim Karam.

### Glastafeln
Zwischen den Skulpturen und dem Fußgängerweg wurden entlang der Brücke 128 Glastafeln angebracht, auf denen Informationen über die Australischen Ureinwohner und Immigranten aus verschiedenen Ländern zum Nachlesen angeboten werden. Jede Tafel repräsentiert eine Gemeinschaft von mehr als 1.000 Einwanderern eines Landes, Gemeinschaften zwischen 100 und 1.000 Einwanderern werden summarisch auf eigenen Tafeln zusammengefasst.
Am 11. Juni 2007 wurden 46 der 128 Glastafeln von einem Vandalen mit Hilfe eines Vorschlaghammers zerschlagen. Die zerstörten Glastafeln wurden in der Folge repariert, die Reparatur kostete fast 300.000 Australische Dollar.